# باشگاه فوتبال شماخی
باشگاه فوتبال شماخی (به ترکی آذربایجانی: Şamaxı Futbol Klubu) از باشگاه‌های فوتبال آذربایجانی است که در سال ‌۲۰۰۴ در شهر کشله تأسیس شده‌است و هم‌اکنون در لیگ برتر فوتبال جمهوری آذربایجان بازی می‌کند. ورزشگاه شفا محل انجام بازی‌های خانگی این تیم می‌باشد. شاهین باریجانی عضو این تیم است.
نام این تیم در ۶ آوریل ۲۰۲۲ از «کشله» به «شماخی» تغییر کرد. 

## عملکرد کشله از سال ۱۹۹۹
| فصل     | لیگ | عنوان          | بازی           | برد            | مساوی          | باخت           | گل زده         | گل خورده       | امتیاز         | جام حذفی   |
| ------- | --- | -------------- | -------------- | -------------- | -------------- | -------------- | -------------- | -------------- | -------------- | ---------- |
| ۱۹۹۹-۰۰ | 1st | ۱۱             | ۲۲             | ۵              | ۳              | ۱۴             | ۱۹             | ۴۱             | ۱۸             | ۱/۸ نهایی  |
| ۲۰۰۰–۰۱ | 1st | ۷              | ۲۰             | ۹              | ۲              | ۹              | ۲۶             | ۳۸             | ۲۹             | ۱/۸ نهایی  |
| ۲۰۰۳–۰۴ | 1st | ۴              | ۲۶             | ۱۵             | ۶              | ۵              | ۴۳             | ۱۶             | ۵۱             | ۱/۸ نهایی  |
| ۲۰۰۴–۰۵ | 1st | ۷              | ۳۴             | ۱۹             | ۹              | ۶              | ۴۴             | ۲۴             | ۶۶             | نائب‌قهرمان |
| ۲۰۰۵–۰۶ | 1st | ۴              | ۲۶             | ۱۴             | ۸              | ۴              | ۳۵             | ۱۴             | ۵۰             | ۱/۴ نهایی  |
| ۲۰۰۶–۰۷ | 1st | ۴              | ۲۴             | ۱۳             | ۶              | ۵              | ۳۶             | ۱۲             | ۴۵             | نیمه‌پایانی |
| ۲۰۰۷–۰۸ | 1st | ۱              | ۲۶             | ۱۸             | ۴              | ۴              | ۵۵             | ۱۸             | ۵۸             | نائب‌قهرمان |
| ۲۰۰۸–۰۹ | 1st | ۲              | ۲۶             | ۱۸             | ۷              | ۱              | ۵۴             | ۱۶             | ۶۱             | نائب‌قهرمان |
| ۲۰۰۹–۱۰ | 1st | ۱              | ۳۲             | ۲۲             | ۱۲             | ۸              | ۵۸             | ۳۷             | ۷۸             | نبمه‌پایانی |
| ۲۰۱۰-۱۱ | 1st | ۵              | ۳۲             | ۱۳             | ۱۰             | ۹              | ۲۹             | ۲۴             | ۴۹             | نائب‌قهرمان |
| ۲۰۱۱–۱۲ | 1st | ۳              | ۳۲             | ۱۶             | ۸              | ۸              | ۲۹             | ۲۱             | ۵۶             | نیمه‌پایانی |
| ۲۰۱۲–۱۳ | 1st | در حال برگزاری | در حال برگزاری | در حال برگزاری | در حال برگزاری | در حال برگزاری | در حال برگزاری | در حال برگزاری | در حال برگزاری | ۱/۴ نهایی  |